# John Bell (musiker)
John Farmer Bell, född 14 april 1962 i Cleveland, Ohio, är en amerikansk gitarrist och sångare för rockbandet Widespread Panic. Fansen kallar honom "JB".
Han studerade vid University of Georgia tillsammans med bandets blivande sologitarrist Michael Houser (1962-2002). "Panic" var Housers smeknamn. Basisten Dave Schools såg 1984 Bell uppträda solo på Abbots i Athens, Georgia. Bell, Houser och Schools var med i bandets ursprungliga sammansättning 1986. Det tredje albumet av bandet var Everyday utgivet 1993.
Bell har fortsatt med Widespread Panic efter Housers död 2002. Bandets nionde studioalbum Earth to America utkom 2006.